# 上海神社

上海神社

上海神社（シャンハイじんじゃ）はかつて、現在の中華人民共和国上海市虹口区に存在した神社である。祭神は天照大神、神武天皇、事代主命だった。 所在地は「江湾路118号」。
上海最初の神社は、1908年に長崎市出身の実業家で上海に料亭「六三亭」（場所は塘沽路346号）を経営する白石六三郎が、日本庭園の「六三園」（場所は江湾路240号付近）の敷地に諏訪神社を勧請したものだった。1912年に琴平神社を合祀し、「滬上神社」と改名した。しかし、1932年の第一次上海事変で全壊する。
日本人の居留民会は上海海軍特別陸戦隊の向かい側に新たな敷地を用意し、在上海日本国総領事館公使の石射猪太郎らが発起人となる形で上海神社が創建された。境内には招魂社が併設され、1940年に境内が拡張された際に護国神社に昇格して、拡張された領域に護国神社の社殿が設けられた。1944年には上海神社はさらに境内を拡張し、太平洋戦争（大東亜戦争）が終了した後に社殿を造営する予定と地元の日本語新聞に報じられた。
太平洋戦争の終戦後、上海神社は閉鎖された。建物も取り壊され、遺構は現存しない。